# Кубок обладателей кубков КАФ 1989
Кубок обладателей кубков КАФ 1989 — 15-й розыгрыш клубного футбольного турнира КАФ. В турнире приняли участие обладатели Кубков из 33 африканских стран. Победителем стал Суданский клуб «Аль-Меррейх».

## Предварительный раунд
| Команда 1      | Итог | Команда 2          | 1-й матч | 2-й матч |
| -------------- | ---- | ------------------ | -------- | -------- |
| Монени Пайретс | 2-1  | Лесото Дефенс Форс | 2-0      | 0-1      |

## Первый раунд
| Команда 1        | Итог       | Команда 2           | 1-й матч | 2-й матч |
| ---------------- | ---------- | ------------------- | -------- | -------- |
| АСИ Абенгуру     | -          | УДИБ                | -        | -        |
| Аль-Меррейх      | -          | Аль-Ахли            | -        | -        |
| Олимпик Каканде  | 0-1        | Бизертен            | 0-0      | 0-1      |
| Коустал Юнион    | 2-5        | Кошта ду Сул        | 2-3      | 0-2      |
| Дайамонд Старз   | 0-2        | Бендел Иншурэнс     | 0-0      | 0-2      |
| Дайнамоз         | 1-2        | БФВ                 | 1-1      | 0-1      |
| Этенсель         | 2-1        | Витал’О             | 1-1      | 1-0      |
| АСФ Бобо-Диуласо | (г.в.) 2-2 | Лингер              | 1-0      | 1-2      |
| Гор Махиа        | -          | Вилла               | -        | -        |
| Либертэ          | 1-4        | УСМ Алжир           | 1-0      | 0-4      |
| Монени Пайретс   | 1-6        | Пауэр Дайнамоз      | 1-1      | 0-5      |
| Пантер дю Нде    | 1-2        | ЛПРК Ойлерс         | 0-0      | 1-2      |
| Стад Мальен      | 3-0        | Олимпик де Транспор | 3-0      | 0-0      |
| УСКА             | 3-5        | Каламю              | 3-3      | 0-2      |
| Унион Веспер     | 0-3        | Патронаж Сент-Анн   | 0-1      | 0-2      |
| Вантур Мангунгу  | 2-3        | Саграда Эсперанса   | 1-0      | 1-3      |

## Второй раунд
| Команда 1         | Итог        | Команда 2         | 1-й матч | 2-й матч |
| ----------------- | ----------- | ----------------- | -------- | -------- |
| АСИ Абенгуру      | 3-4         | ЛПРК Ойлерс       | 3-2      | 0-2      |
| БФВ               | 4-3         | Пауэр Дайнамоз    | 1-2      | 3-1      |
| Бизертен          | 1-2         | Аль-Меррейх       | 1-0      | 0-2      |
| Кошта ду Сул      | 1-2         | Гор Махиа         | 1-2      | 0-0      |
| Этенсель          | 0-1         | Каламю            | 0-0      | 0-1      |
| АСФ Бобо-Диуласо  | 1-5         | Бендел Иншурэнс   | 1-3      | 0-2      |
| Патронаж Сент-Анн | 2-1         | Саграда Эсперанса | 2-1      | 0-0      |
| Стад Мальен       | 1-1 (3-4 п) | УСМ Алжир         | 1-0      | 0-1      |

## Четвертьфиналы
| Команда 1       | Итог | Команда 2         | 1-й матч | 2-й матч |
| --------------- | ---- | ----------------- | -------- | -------- |
| Аль-Меррейх     | 3-1  | Патронаж Сент-Анн | 2-1      | 1-0      |
| Бендел Иншурэнс | 3-0  | Каламю            | 2-0      | 1-0      |
| Гор Махиа       | 3-1  | ЛПРК Ойлерс       | 0-0      | 3-1      |
| УСМ Алжир       | 1-2  | БФВ               | 1-3      | -        |

## Полуфиналы
| Команда 1       | Итог | Команда 2   | 1-й матч | 2-й матч |
| --------------- | ---- | ----------- | -------- | -------- |
| Бендел Иншурэнс | 4-1  | БФВ         | 4-1      | 0-0      |
| Гор Махиа       | 1-2  | Аль-Меррейх | 1-0      | 0-2      |

## Финал
Первый матч состоялся 25 ноября, ответный — 9 декабря 1989 года.
| Команда 1   | Итог | Команда 2       | 1-й матч | 2-й матч |
| ----------- | ---- | --------------- | -------- | -------- |
| Аль-Меррейх | 1-0  | Бендел Иншурэнс | 1-0      | 0-0      |

## Чемпион
| Победитель Кубок обладателей кубков КАФ 1989 |
| -------------------------------------------- |
| Аль-Меррейх 1-й титул                        |